# Topoisomerasa
Les topoisomerases són enzims isomerases que actuen sobre la topologia de l'ADN. La configuració en forma de doble hèlix de l'ADN els fa "difícil" la seva separació, imprescindible si els enzims estan transcrivint la seqüència que codifica les proteïnes, o si els cromosomes s'estan replicant. Així en l'anomenat ADN circular en què els segments d'ADN són enrotllats i junts en un cercle. Les dues hèlixs de l'ADN estan topològicament unides, sense poder ser separades per cap procés que no inclogui el trencament. La topoisomerasa guia i catalitza aquest procés.
Aquesta proteïna redreça la molècula d'ADN evitant el superenrotllament.
La inserció d'ADN viral en els cromosomes i altres formes de recombinació poden també requerir l'acció d'una topoisomerasa.

## Tipus de topoisomerases
- La topoisomerasa tipus I talla una cadena i permet que la molècula d'ADN giri al voltant de l'enllaç fosfodièster, alliberant la tensió producte del superenrotllament de l'ADN. La topoimerasa tipus I no és dependent d'ATP.
- La topoisomerasa tipus II talla les dues cadenes i passa una cadena a través d'aquest forat. La topoimerasa tipus II és ATP dependent.